# 小原勝郎
小原 勝郎（おばら かつろう、1912年3月28日 - 1990年1月23日）は、日本の登山家。ヒマラヤのマナスル初登頂隊（第3次）で副隊長、先遣隊でリーダーを務めた。登山隊はマナスル初登頂とともに、日本人として最初の8000M峰の登頂に成功し、日本山岳史に残る快挙となっている。日本山岳会元理事。津村順天堂（現・ツムラ）で常務・静岡工場長を務めた。

## 人物・経歴

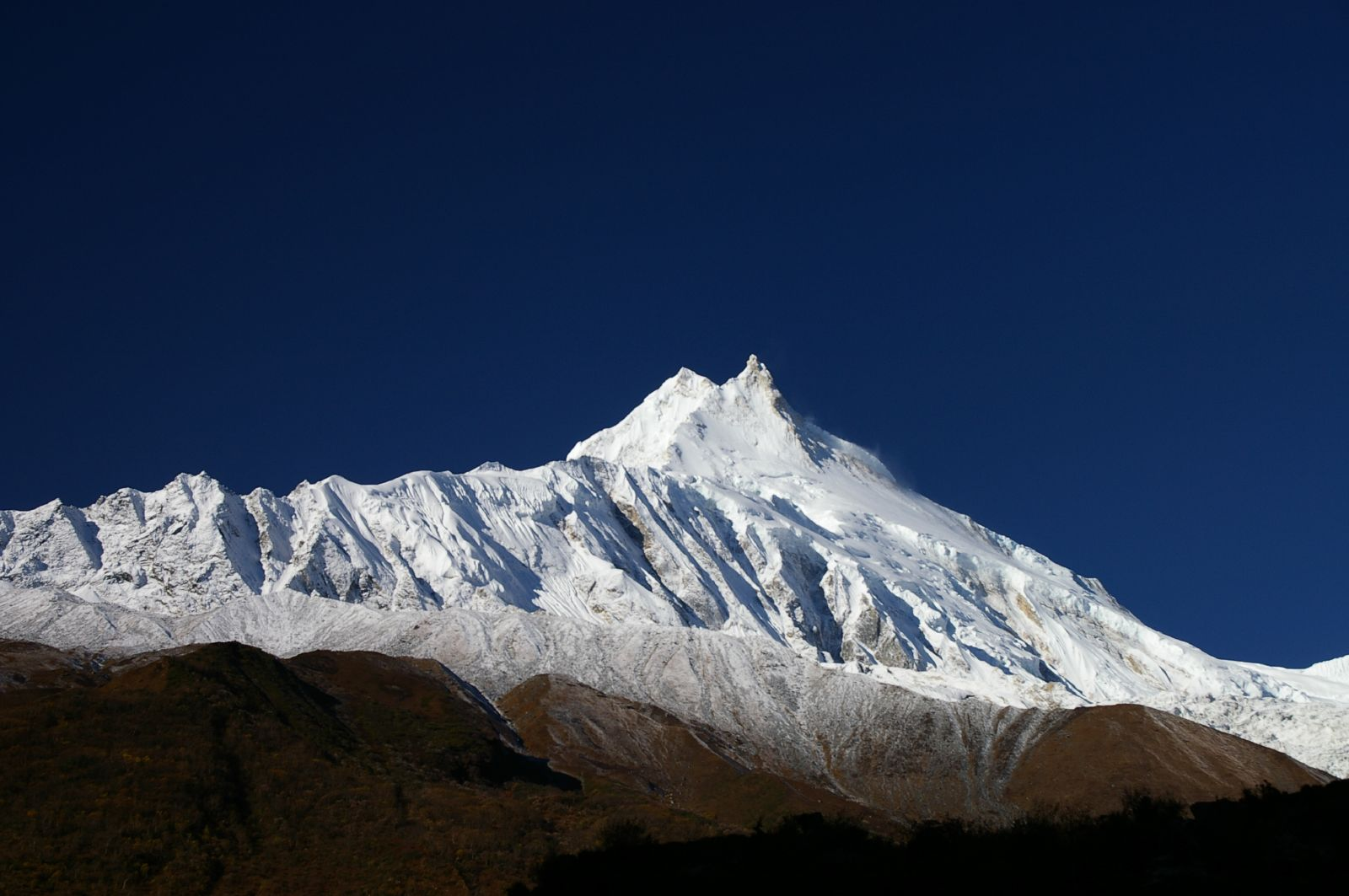
マナスル

日本学園高等学校卒業。1934年（昭和9年）、立教大学商学部卒業。
大学では山岳部に所属し、1933年（昭和8年）3月には、同部員の湯浅巌とともに鹿島槍ヶ岳天狗尾根登攀で積雪期初登頂を果たした。その際の登山案内人は大町の櫻井一雄らが務めた。
日本山岳会が、1952年（昭和27年）4月16日、マナスル遠征を決定し、それ以来、登頂成功までの約5年間、幾多の苦労が重ねられることとなる。
- 1953年（昭和28年）春の第一次隊（三田幸夫ら15名）では、6月1日に加藤喜一郎、山田二郎、石坂昭二郎が頂上を攻撃したが7750Mで断念した。（この最高到達点は1956年になって7500Mであったことが判明。）
- 1954年（昭和29年）春に、大学山岳部の先輩でもある堀田彌一ら14名による第二次隊では、サマ住民の反対に遭って断念した。
- 1955年（昭和30年）秋には、小原ら3名の先遣隊のリーダーとして[9]、サマ問題の折衝を兼ねて入山し、ナイケ・コルまで登った。
- 1956年（昭和31年）はじめに、第三次登山隊が結成され、槙有恒隊長ら12名の登山隊メンバーの副隊長として、3月2日にネパールのカトマンズに入った。5月9日に今西壽雄、ギャルツェン・ノルブが初登頂に成功し、5月11日にも加藤喜一郎、日下田実が頂上に立った。この世界的快挙は、日本に伝えられ、5月18日には新聞の第一面を華々しく飾ることとなった[10][11][12]。

この登山隊のスポンサーとして毎日新聞社が入り、登山の模様も隊員の依田孝喜（毎日新聞写真部員）により記録映画として撮影され、1956年9月25日より「標高八、一二五メートル　マナスルに立つ」の題目で上映された。この作品で依田は1957年に、第5回菊池寛賞を受賞している。
同1956年、朝日新聞社による朝日スポーツ賞（当時・朝日賞 体育部門）を受賞した。

## 主な著作
- 『立教大学山岳部々報 第5号』小原勝郎編　立教大学々友会山岳部 1933年（昭和8年）6月30日